# Семинома
Семинома (лат. semen, semin[is] + -oma; син.: сперматобластома, сперматоцитома) — злокачественная опухоль яичка, образованная герминогенными клетками. Является одним из наиболее излечимых видов рака, при этом выживаемость выше 95 %, если обнаружена на ранних стадиях. В редких случаях семинома может локализоваться в области переднего средостения или забрюшинном пространстве, вследствие задержки герминогенного эпителия в зародышевом периоде.
Семинома развивается из первичных зародышевых клеток. Причины данного заболевания не до конца установлены, однако ученые сходятся во мнении, что ее могут спровоцировать некоторые  заболевания: внутриканальцевая герминогенная неоплазия, крипторхизм, позднее низведение яичка, наследственный фактор (у кровных родственников семиномы встречаются чаще (2%, наблюдаются в более раннем возрасте и имеют билатеральную локализацию)).

## Диагностика
Опухоли яичек довольно редкое заболевание (0,5-3% от общего количества раковых заболеваний), при этом на долю семиномы приходится 40-50% случаев. Средний возраст пациентов с диагнозом семинома составляет 20-50 лет. Причинами обращения к врачу, как правило, служат изменения размеров или отека органов, уплотнения, болевые ощущения. Пациенты отмечают общие симптомы заболевания: вялость, слабость, субфебрильную температуру тела. В случае распространения метастазов в забрюшинном пространстве может возникать боль в пояснице, развиться кишечная непроходимость, в случаях больших метастазов в забрюшинных лимфоузлах возможно смещение мочеточника, его сдавление и, как следствие, прекращение функции почки. При обнаружении конгломератов в забрюшинном пространстве назначают аортографию и каваграфию для оценки вовлеченности магистральных сосудов и составления плана операции.
Сегодня самый простой и результативный метод выявления поражения органов мошонки и стадии процесса — УЗИ специальным датчиком. Распространение семиномы выше мошонки выявляют при КТ брюшной и грудной полостей, столь же информативна МРТ. Для постановки диагноза производится пункция яичка. Также по анализу мочи определяется содержание хорионического гонадотропина и альфа-фетопротеина для установления характера опухоли.
Различают несколько клинических стадий данной опухоли:
I - небольших размеров опухоль, размеры яичка сохранены,   
II - опухоль, выходящая за пределы белочной оболочки, размеры яичка увеличены,
III - значительных размеров опухоль, метастазы в региональных лимфатических узлах,
IV - опухоль как при 1-2 стадии, но метастазы распространяются на лимфатические узлы и другие органы.
Метастазирование распространяется в подвздошные, надключичные, парааортальные и медиастинальные лимфатические узлы, легкие, плевре, печень, мозг.

### Классификация
Семиномы разделяют на :
- типичную
- анапластическую (выделяют как более злокачественную, с выраженным полиморфизмом клеток и ядер, с многочисленными митозами)
- сперматоцитную (встречается в 9% всех семином, возраст пациентов старше 50 лет)[9].

## Гистология
Микроскопическое исследование показывает, что семиномы обычно состоят из мономорфных клеток округлой (или полигональной) формы, границы четкие. Зернистая или светлая цитоплазма хорошо выраженная, содержит гликоген (возможно липиды). Ядра: овальные, крупные, с наличием хроматина и базофильных ядрышек (1-2). Количество митоз не велико. Очаги синцитиотрофобластических клеток могут присутствовать в разных количествах. Прилегающая ткань яичка обычно демонстрирует внутритубулярную неоплазию зародышевых клеток и может также характеризоваться переменной задержкой сперматоцитарного созревания. В 50% случаев наблюдается  гранулёматозная реакция вокруг некрозов. В редких случаях в семиномах присутствуют гигантские многоядерные опухолевые клетки - синцитиотрофобласты (с эозинофильной или вакуолизированной цитоплазмой и множественными ядрышками), всегда содержат hCG.
Поверхность среза опухоли мясистая и дольчатая, и ее цвет варьирует от кремового до рыжего. Опухоль имеет тенденцию выпирать из поверхности разреза, и могут быть видны небольшие участки кровоизлияния. Эти области кровоизлияния обычно соответствуют скоплениям трофобластических клеток в опухоли.

## Лечение
Практически на всех стадиях на первом этапе выполняют операцию орхифуникулэктомию (ОФЭ) с удалением яичка с его придатком и семенного канатика, в мошонку устанавливают силиконовый протез (с косметической целью). Операция не требует общего наркоза и выполнима даже у ослабленных пациентов.
Семинома 1-й стадии характеризуется отсутствием клинических признаков метастазирования. Активное наблюдение состоит из периодических анамнезов и физикальных обследований, анализа опухолевых маркеров и рентгенографической визуализации. Примерно 85-95% этих случаев не требуют дальнейшего лечения. Было показано, что современные методы лучевой терапии, а также один или два цикла одноагентного карбоплатина снижают риск рецидива, но несут в себе потенциал возникновения отсроченных побочных эффектов. Независимо от стратегии лечения, семинома 1-й стадии имеет почти 100% скорость излечения.
Семинома 2 и 3 стадии характеризуется наличием метастазов в забрюшинном пространстве и лимфоузлах. В некоторых случаях требуется лучевая терапия или, в более поздних случаях, комбинированная химиотерапия. Как наиболее эффективные для лечения семином рекомендуются препараты циклофосфан и сарколизин.

### Прогноз
Практически 90% больных семиномой имеют благоприятный прогноз, вероятность отсутствия рецидива в ближайшие 5 лет — 82% (при исходных метастазах в легкие и лимфоузлы). У каждого десятого больного семиномой при наличие метастазов в органах, исключая легкие, прогноз с 5 летней выживаемостью - чуть более 70%. Рецидивы возможны, но менее 20% из всей когорты.